# Helsinki Halli
Hartwall Arena (do 2014 Hartwall Areena), nazywana również Helsinki Areena, Helsingin Areena lub Helsingforsarenan (Arena w Helsinkach) przez narodowego nadawcę Yle – hala widowiskowo-sportowa w Helsinkach zbudowana w 1997 roku. W hali swoje mecze rozgrywa drużyna hokejowa, Jokerit. Odbył się tu Konkurs Piosenki Eurowizji 2007. Hala otrzymała swoją nazwę dzięki firmie napojów Hartwall.

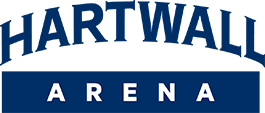
Logo Hartwall Areny

Obiekt używany jest zarówno do organizacji zawodów sportowych jak i koncertów muzycznych. Hala w kształcie elipsy mierzy 153 m długości i 123 m szerokości. Po zwycięstwie w 2006 r. grupy Lordi na 51. Konkursie Piosenki Eurowizji w Atenach odbył się tu 52. Konkurs Piosenki Eurowizji, którego zwyciężczynią była Marija Šerifović reprezentująca Serbię.

## Artyści występujący w Hartwall Arena
Na arenie występowały następujące gwiazdy światowego formatu: 5 Seconds of Summer, 50 Cent, AC/DC, Adam Lambert, Aerosmith, Anastacia, Andrea Bocelli, Avenged Sevenfold, Backstreet Boys, The Beach Boys, Billy Idol, Black Label Society, Black Sabbath, Bob Dylan, Bon Jovi, Britney Spears, Bryan Adams, Céline Dion, Cher, Cheek, Cliff Richard, Crosby, Stills and Nash, David Bowie, Depeche Mode, Disturbed, Eagles, Elton John, Enrique Iglesias, Evanescence, Freedom Call, The Game, Genesis, George Michael, Guns N’ Roses, Gwen Stefani, Il Divo, Imagine Dragons, Iron Maiden, Jean-Michel Jarre, Jeff Dunham, Jennifer Lopez, Joe Bonamassa, John Fogerty, Judas Priest, Justin Bieber, Katy Perry, Kiss, Korn, Kylie Minogue, Lady Gaga, Lenny Kravitz, Mark Knopfler, Marilyn Manson, Megadeth, Metallica, Miley Cyrus, Mötley Crüe, Muse, My Chemical Romance, Neil Young, Nickelback, Nightwish, No Doubt, Ozzy Osbourne, Papa Roach, Paul McCartney, Phil Collins, Pink, Placido Domingo, Prince, The Prodigy, The Pussycat Dolls, Queen + Adam Lambert, Rammstein, Red Hot Chili Peppers, R.E.M., Ricky Martin, Rihanna, Riverdance, Robbie Williams, Robin Packalen, Roger Waters, Rush, Saara Aalto, Sarah Brightman, Santana, Scorpions, Sean Combs, Shakira, Shania Twain, Slipknot, Smashing Pumpkins, Soundgarden, Spice Girls, Sunrise Avenue, Sting, Swedish House Mafia, Tokio Hotel, Tom Jones, Tina Turner, Whitney Houston, The Who, Yes.

## Zawody sportowe
- Mistrzostwa Europy w Łyżwiarstwie Figurowym 2009
- Karjala Cup 2011
- Mistrzostwa Świata w Hokeju na Lodzie 2012/Elita

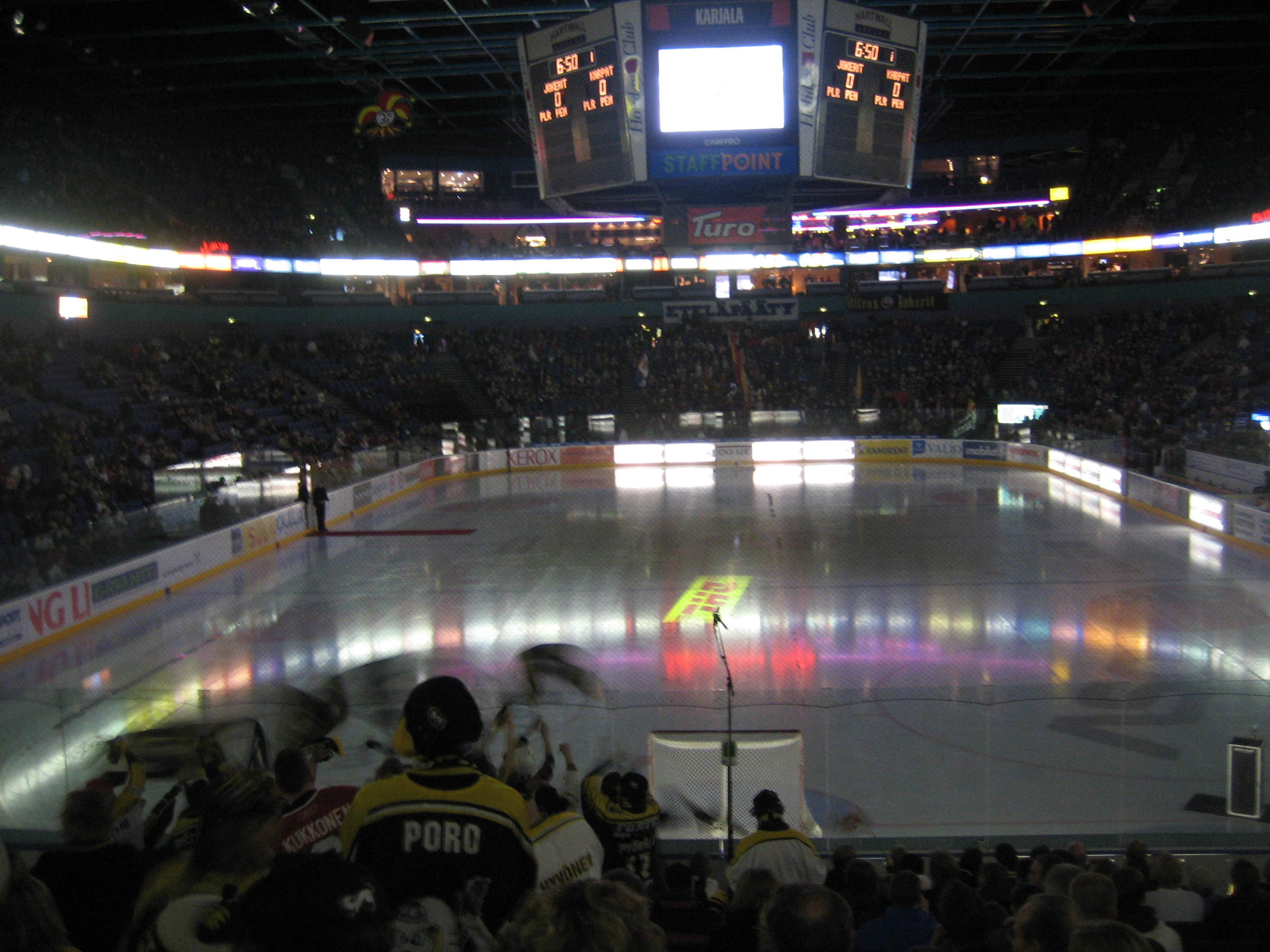
Hartwall Arena podczas meczu Jokerit-Oulun Kärpät (2007)

- Mistrzostwa Świata w Hokeju na Lodzie 2013/Elita